# Mathieu Wojciechowski
Pour les articles homonymes, voir Wojciechowski.
Mathieu Wojciechowski, né le 20 octobre 1992 à Calais en France, est un joueur franco-polonais de basket-ball. Il mesure 2,03 m et évolue au poste d'ailier.

## Biographie

### Gravelines-Dunkerque (2010-2013)
En juin 2012, il s'inscrit pour la draft 2012 de la NBA mais n'est pas sélectionné.

### Le Portel (2013-2015)
Le 14 juillet 2013, il rejoint Le Portel.

### CSP Limoges (2015-2017)
Le 28 juin 2015, il signe un contrat de cinq ans avec le Limoges CSP (double champion de France en titre). 
"Je ne pensais pas changer de club cet été. Il me restait un an de contrat. J'ai pesé le pour et le contre, mais je n'ai pas trop réfléchi. C'était une proposition unique pour grandir humainement et sportivement". Le 26 mai 2017, le président Frédéric Forte annonce qu'il ne sera pas conservé dans l'effectif. Le 3 août 2017, il trouve un accord de résiliation de contrat avec Limoges.

### JL Bourg-en-Bresse (2017-2018)
Le 5 août 2017, il signe avec la JL Bourg Basket. Lors du second match de la saison contre Le Portel, il chute lourdement et souffre au bas du dos ; il manque les deux journées suivantes du championnat contre Dijon et Antibes. Il revient à la compétition le 14 octobre 2017 contre Le Mans. Le 11 novembre 2017, lors de la réception de Levallois, titularisé une nouvelle fois (six des sept matchs disputés), il se blesse après 1 minute 30 de jeu en se faisant un claquage au niveau des ischios-jambiers et manque le match face à Gravelines, son club formateur. Souffrant d'une déchirure derrière la cuisse gauche, il est forfait pour les sept matchs suivants. Un temps attendu à la mi-janvier, il retrouve les parquets au début de la phase retour lors de la réception de Gravelines, match durant lequel il n'est pas titularisé et termine avec 10 points à 100% de réussite aux tirs et 3 rebonds en 11 minutes pour 14 d'évaluation. La JL Bourg termine 9e du championnat, la meilleure place de son histoire mais manque les playoffs. Le 15 juillet 2018, le club annonce qu'il est conservé dans l'effectif pour la saison 2018-2019.

### MKS Dąbrowa Górnicza (2018-2019)
Le 15 août 2018, alors qu'il lui reste deux ans de contrat, il choisit de quitter le club burgien pour partir en Pologne, au MKS Dąbrowa Górnicza (en). Il est nommé MVP du mois de janvier 2019 du championnat polonais ; en quatre matches, il a des moyennes à 17,5 points, 6,8 rebonds et 2,3 passes décisives par match.

### Sélection nationale
En juillet 2012, il s'envole pour la Bulgarie afin de disputer sous les couleurs polonaises le championnat d’Europe des 20 ans et moins.
Appelé par le sélectionneur de la Pologne Mike Taylor pour préparer l’EuroBasket 2017, Mathieu Wojciechowski joue son premier match pour la Pologne le 29 juillet face à la République tchèque. Un match qui s’est soldé par une victoire 101-68 et des statistiques de 3 points et 2 rebonds en 4 minutes pour Mathieu.
Il n'est pas conservé pour l’Euro 2017 avec la Pologne.

## Clubs successifs
- 2008-2010 :  Lille (Pro B)
- 2010-2013 :  Gravelines Dunkerque (Pro A)
- 2013-2015 :  ESSM Le Portel (Pro B)
- 2015-2017 :  Limoges Cercle Saint-Pierre (Pro A)
- 2017-2018 :  Jeunesse laïque de Bourg-en-Bresse (Pro A)
- 2018-2019 :  MKS Dąbrowa Górnicza (EBL)
- 2019-2020 :  Śląsk Wrocław
- 2020-2022 :  ESSM Le Portel
- 2022-2023 :  Limoges Cercle Saint-Pierre (Betclic Élite)
- depuis 2023 :  Fos Provence Basket (Pro B)

## Palmarès

### En club
- Vainqueur du Trophée du futur : 2012 (avec Gravelines-Dunkerque)
- Vainqueur du Trophée coupe de France séniors masculins : 2013 (avec Gravelines-Dunkerque)
- Finaliste de la Coupe de France : 2015 (avec Le Portel)

### Distinctions personnelles
- Meilleure progression de la saison en Pro B : 2014-2015
- MVP du mois du championnat de Pologne : janvier 2019